# 햄프스티드역

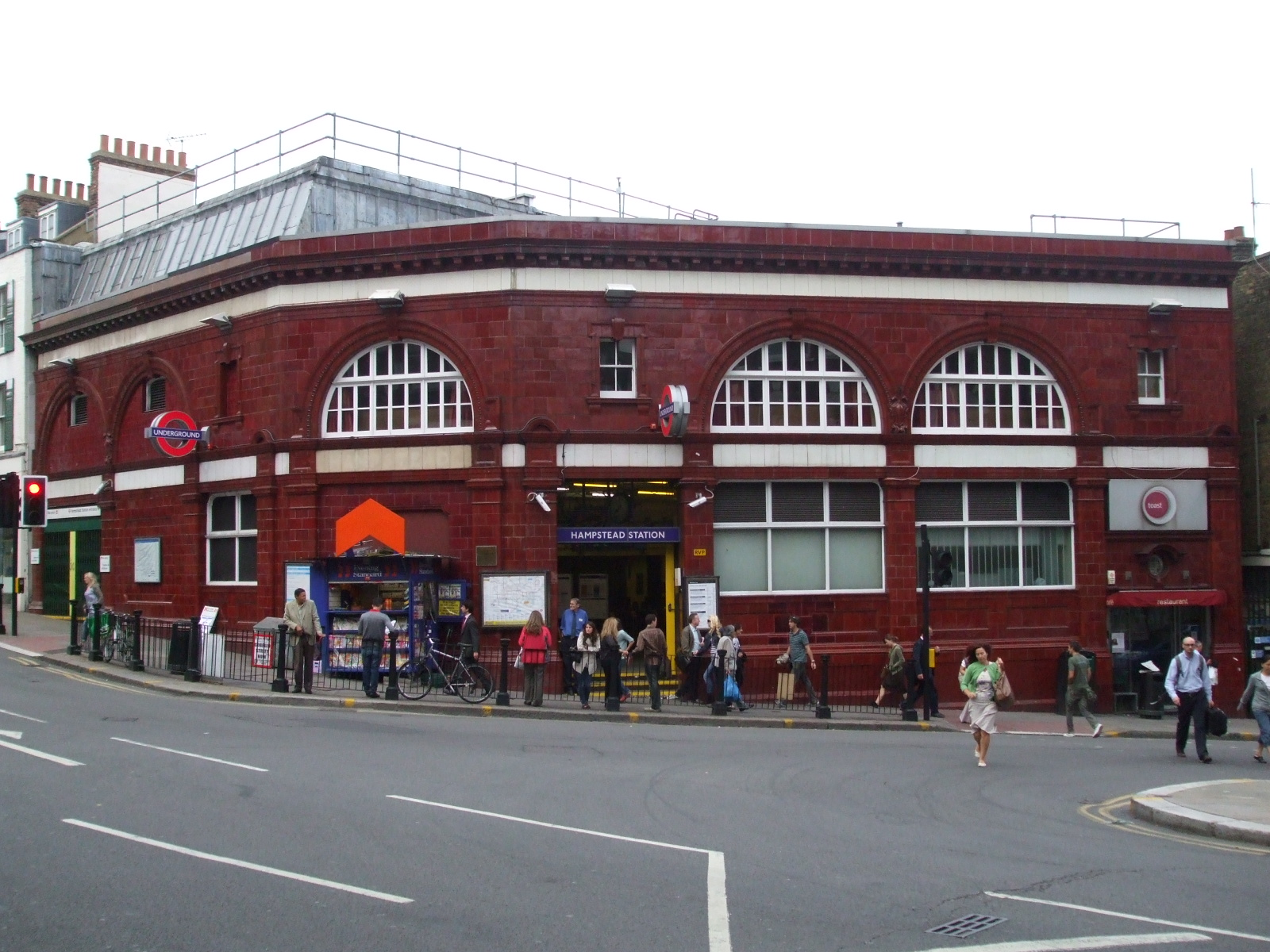
햄프스티드 역

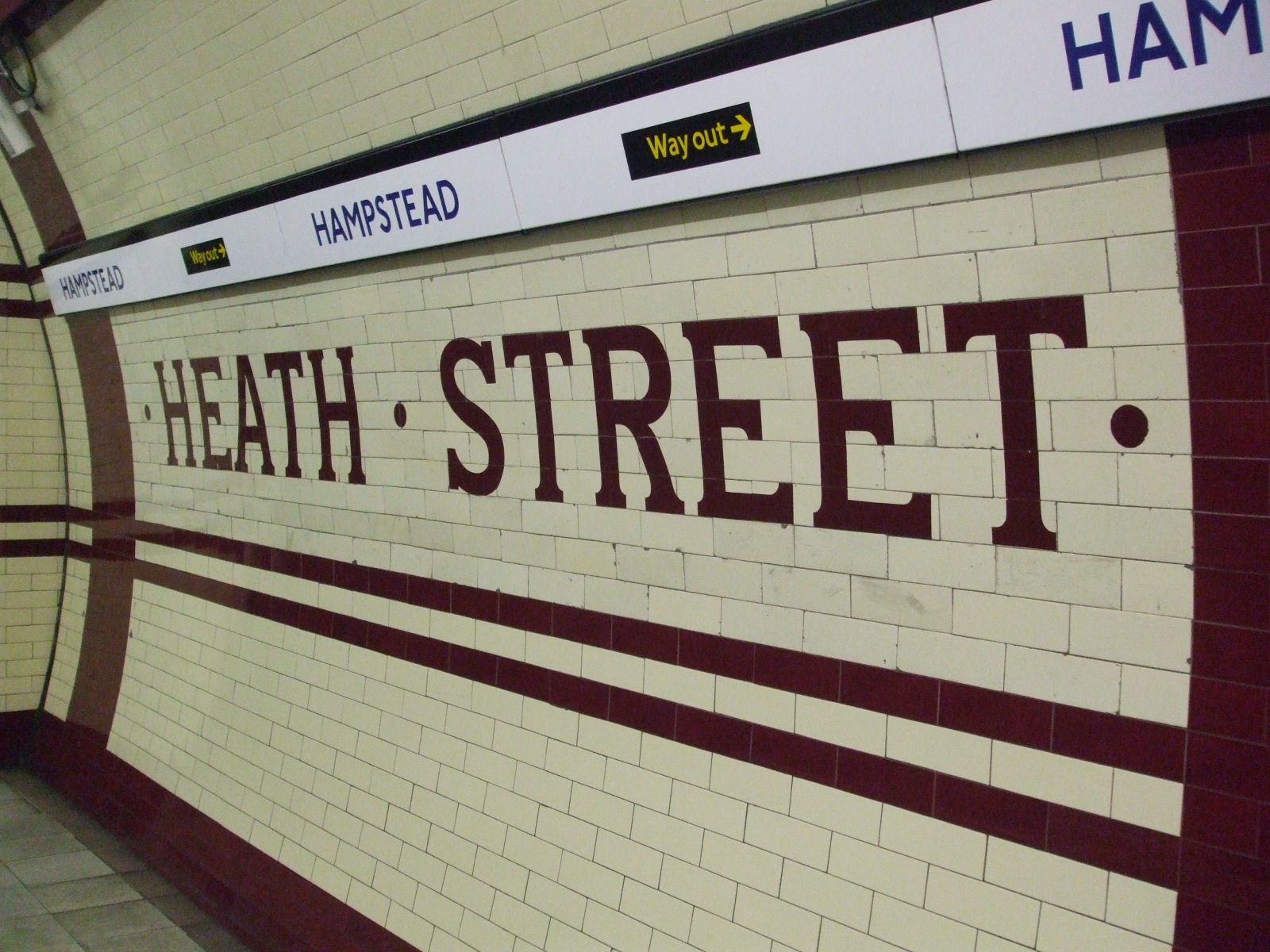
햄프스티드 역 하행 승강장 벽에 새겨진 타일. 원래 계획됐던 역명인 '히스 스트리트' (Heath Street)가 새겨져 있다.

햄프스티드 역 (Hampstead)은 노스런던 햄프스티드에 위치한 런던 지하철역이다. 노던 선의 에지웨어 지선을 이루며 골더스 그린 역과 벨사이즈 파크 역 사이에 위치해 있다. 애지웨어 지선 중에서 가장 북쪽에 위치한 지하역이기도 하다. 운임구역상으로는 2구역과 3구역 사이 경계에 걸쳐 있다.

## 정보
건축가 레즐리 그린이 설계한 햄프스티드 역은 1907년 6월 22일 차링크로스 유스턴 햄프스티드 철도의 일부로 문을 열었다. 히스 가와 햄프스티드 하이 가가 만나는 지점에 위치해 있는데, 이 때문에 개업하기 전에는 임시로 히스 스트리트라고 불렸다. 다만 건설 당시 벽에 붙여진 역명 타일은 아직까지도 히스 스트리트라고 씌여 있다.
햄프스티드 역은 가파른 언덕에 위치해 있으며, 역 승강장은 지하 58.5m 지점에 있어 런던 지하철을 통틀어 가장 깊다. 또 55m에 달하는 지하철역 엘리베이터 통로가 설치되어 있다. 이 통로를 따라 고속 엘리베이터가 다니는데, 원래는 오티스 엘리베이터의 엘리베이터를 쓰다가 와즈워스 리프트로 새로 설치하고, 2014년에 소규모 엘리베이터 기업인 아코드 사의 것으로 다시 바뀌었다. 엘리베이터 뿐만 아니라 320계단에 달하는 원통형 비상 계단도 있다.
북쪽 방면으로 햄프스티드 역과 골더스 그린 역 사이에는 버려진 지하철역인 노스 엔드 역 (불 부시 역)이 있다. 또 역에서 동쪽으로 10~15분가량 걸어가면 런던 오버그라운드 노스 런던 선의 햄프스티드 역이 자리해 있다. 한편 햄프스티드 역은 차링크로스에서는 북북서쪽으로 6.5km 떨어진 곳에 위치해 있다.

## 환승
햄프스티드 역과 환승되는 런던 버스 노선으로는 46번, 268번, 통학 노선인 603번, 야간 노선인 N5번이 있다.